# Kajen 4

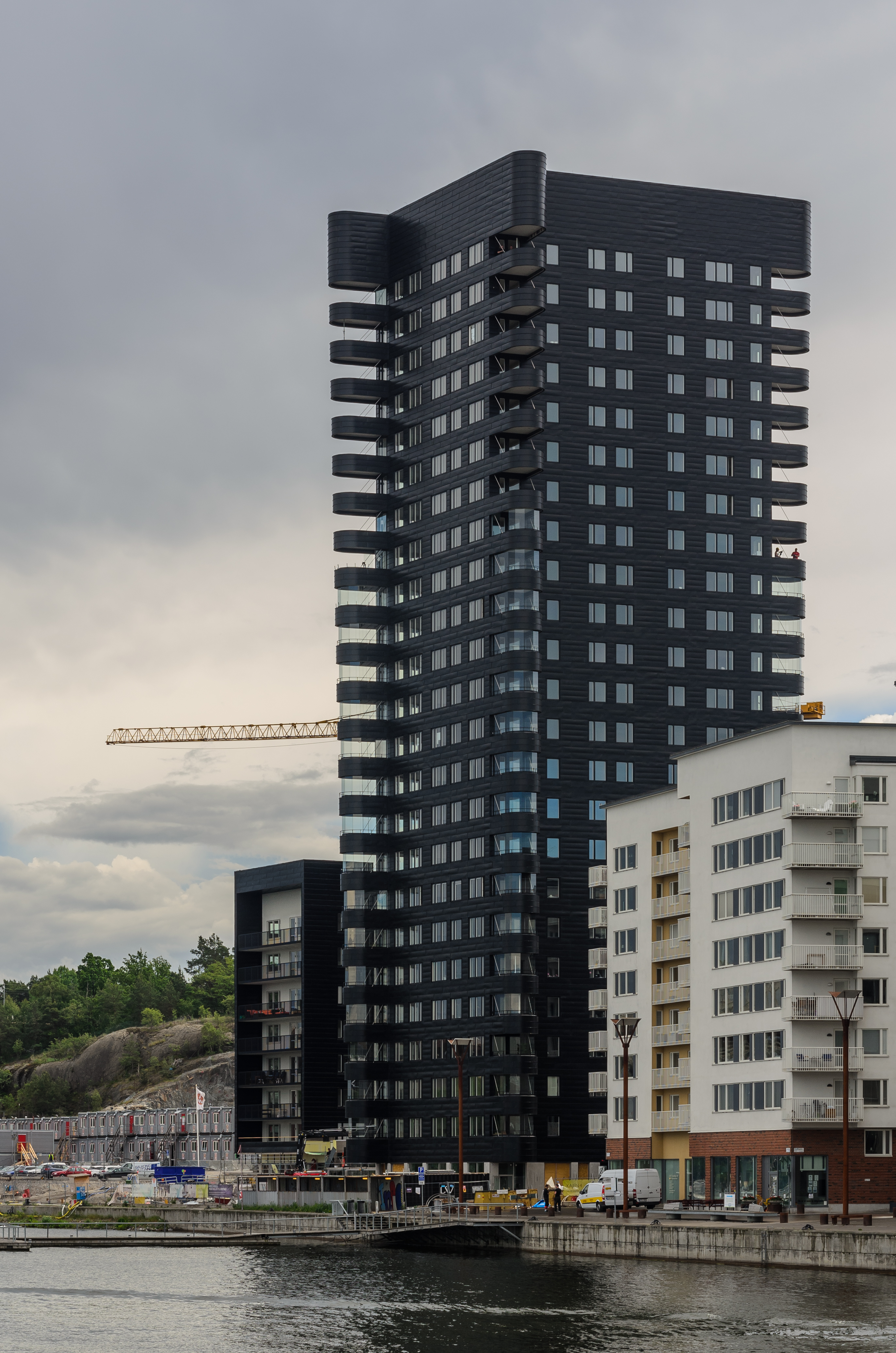
Kajen 4 i juni 2014.

Kajen 4 är ett bostadshus i kvarteret Årgången Sjöviksvägen 71 vid Årstadalshamnen i stadsdelen Liljeholmen, Stockholm. Här står ett 75 meter högt bostadshus med 24 våningar. Byggnaden är en del i bostadsprojektet Liljeholmskajen. Huset ritades av arkitekt Gert Wingårdh på uppdrag av fastighetsägaren och totalentreprenören JM och stod färdig 2014. Byggnaden utsågs till Årets Stockholmsbyggnad 2015.

## Byggnad och arkitektur

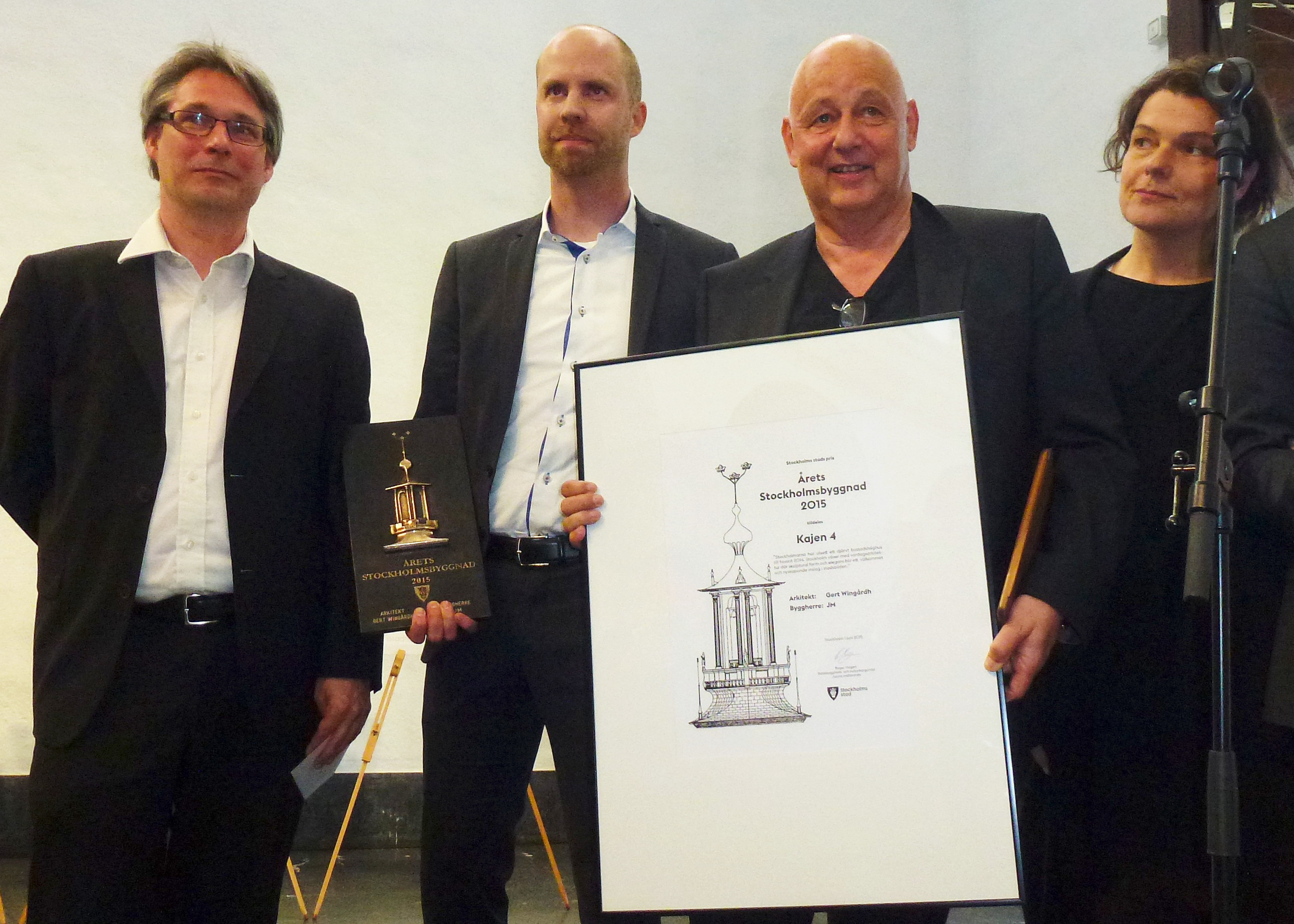
Från vänster: Roger Mogert (stadsbyggnads- och kulturborgarråd), Pär Vennerström (JM), Gert Wingårdh (vinnande arkitekt), Karolina Keyzer (Stockholms stadsarkitekt).

Kajen 4 hör tillsammans med grannhusen till de högsta byggnaderna inom den nya bostadsbebyggelsen som sedan år 2000 växer upp intill Årstadalshamnens södra strand. Anläggningen består av en hög- och en lågdel. Högdelen med sina 24 våningar och 75 meters höjd blir ett nytt landmärke inom Liljeholmen och södra Södermalm. Lågdelen har åtta våningar. Totalt innehåller komplexet 183 lägenheter med en boarea mellan 53 och 146 m² (fördelade på 50 tvåor, 83 treor, 43 fyror och 7 femmor). I bottenvåningen mot kajen anordnas lokaler för olika verksamheter med totalt 600 m².
Fasaderna är klädda av svarta aluminiumplåtar med horisontell indelning av svarta plåtband. Högdelens balkonger anordnade Gert Wingårdh i samtliga fyra hushörn. På så vis tas alla utsiktsvyer tillvara. Balkongfronterna har en rund avslutning och balkongernas längd ökar gradvis nedifrån och upp, vilket bidrar till att byggnaden upplevs bredare upptill än nertill.
Om Kajen 4 menade Gert Wingårdh bland annat: "Jag vill beröra människor med mina byggnader, att de ska väcka känslor och glädje. Då blir det också möjligt att visa på nya dimensioner i tillvaron."
I grannkvarteren Lagringen och Sjövik planeras av JM ytterligare några höga bostadshus på 24 till 26 våningar. Dessa kommer rymma ca 160-190 lägenheter vardera. Arkitekt för Kajen 5 (kvarteret Lagringen) är ÅWL Arkitekter och för Kajplats 6 (kvarteret Sjövik) ansvarar Rosenbergs arkitekter.

## Årets Stockholmsbyggnad
Kajen 4 utsågs den 1 juni 2015 till Årets Stockholmsbyggnad 2015. Priset utdelades av stadsbyggnads- och kulturborgarrådet Roger Mogert på Liljevalchs konsthall. Motiveringen löd: "Stockholmarna har utsett ett djärvt bostadshöghus till favorit 2014. Stockholm växer med vardagsarkitektur där skulptural form och elegans blir ett välkommet och nyskapande inslag i stadsbilden."

## Bilder

Byggskedet
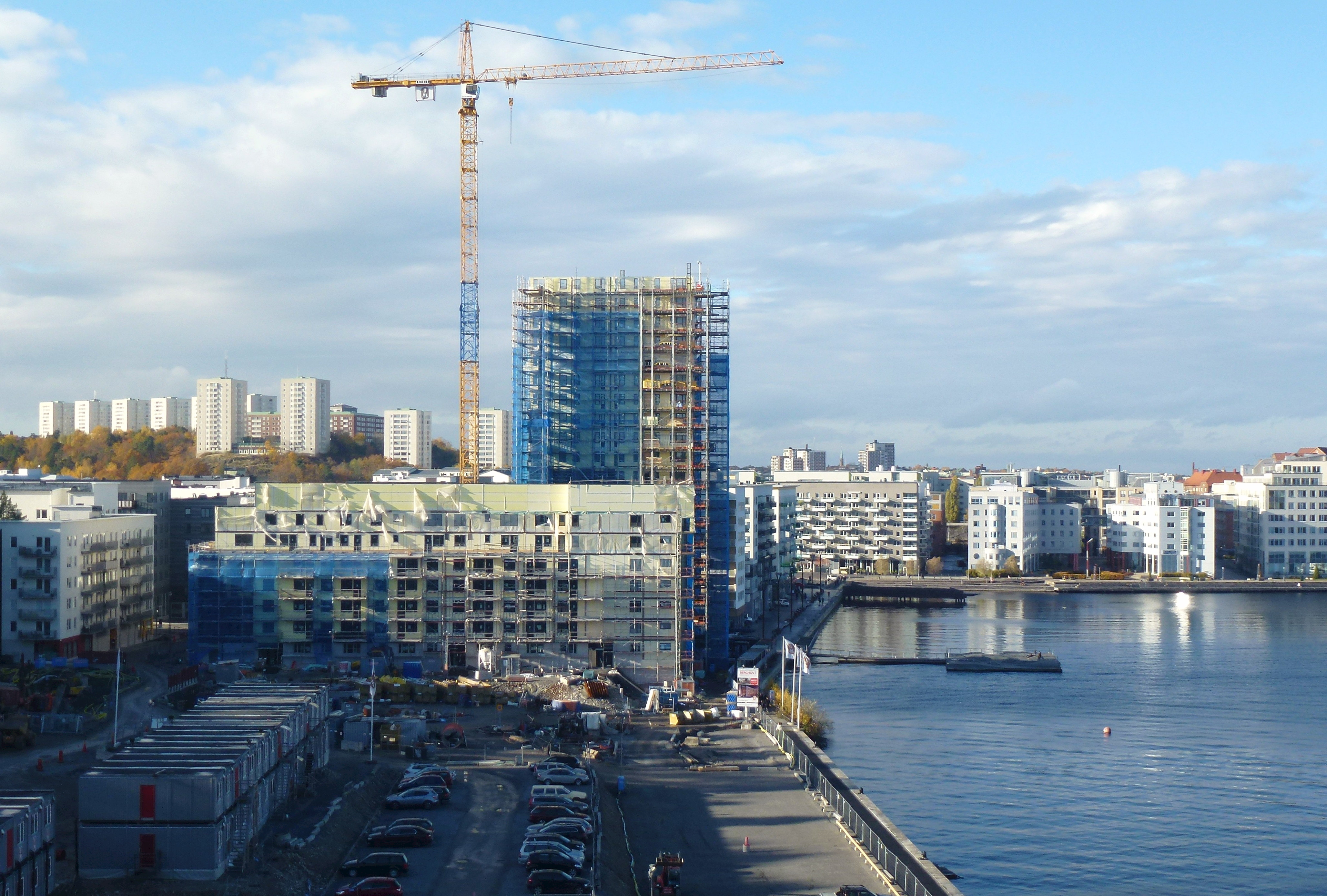
Kajen 4 under byggnad oktober 2013
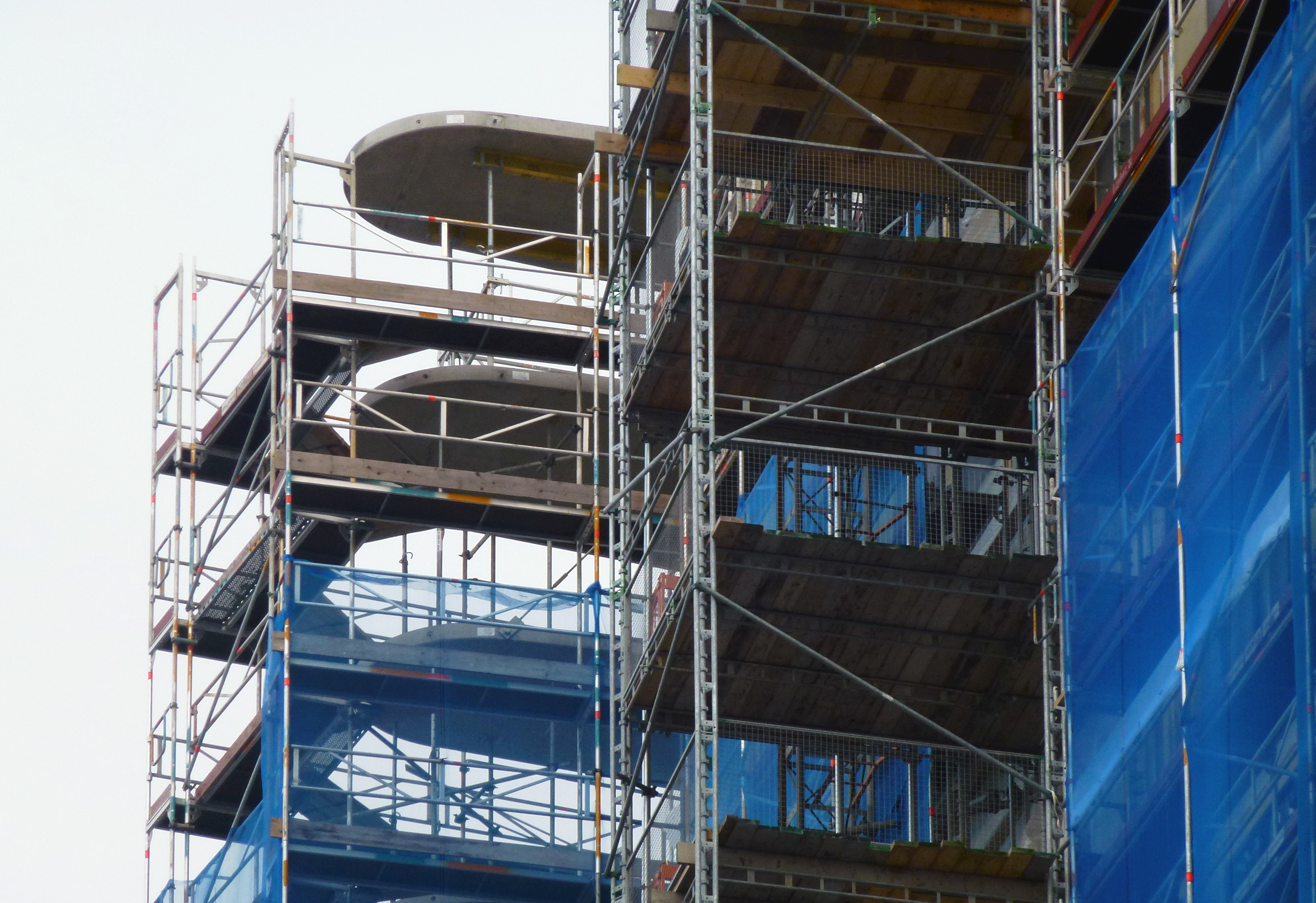
Balkongerna på högdelen
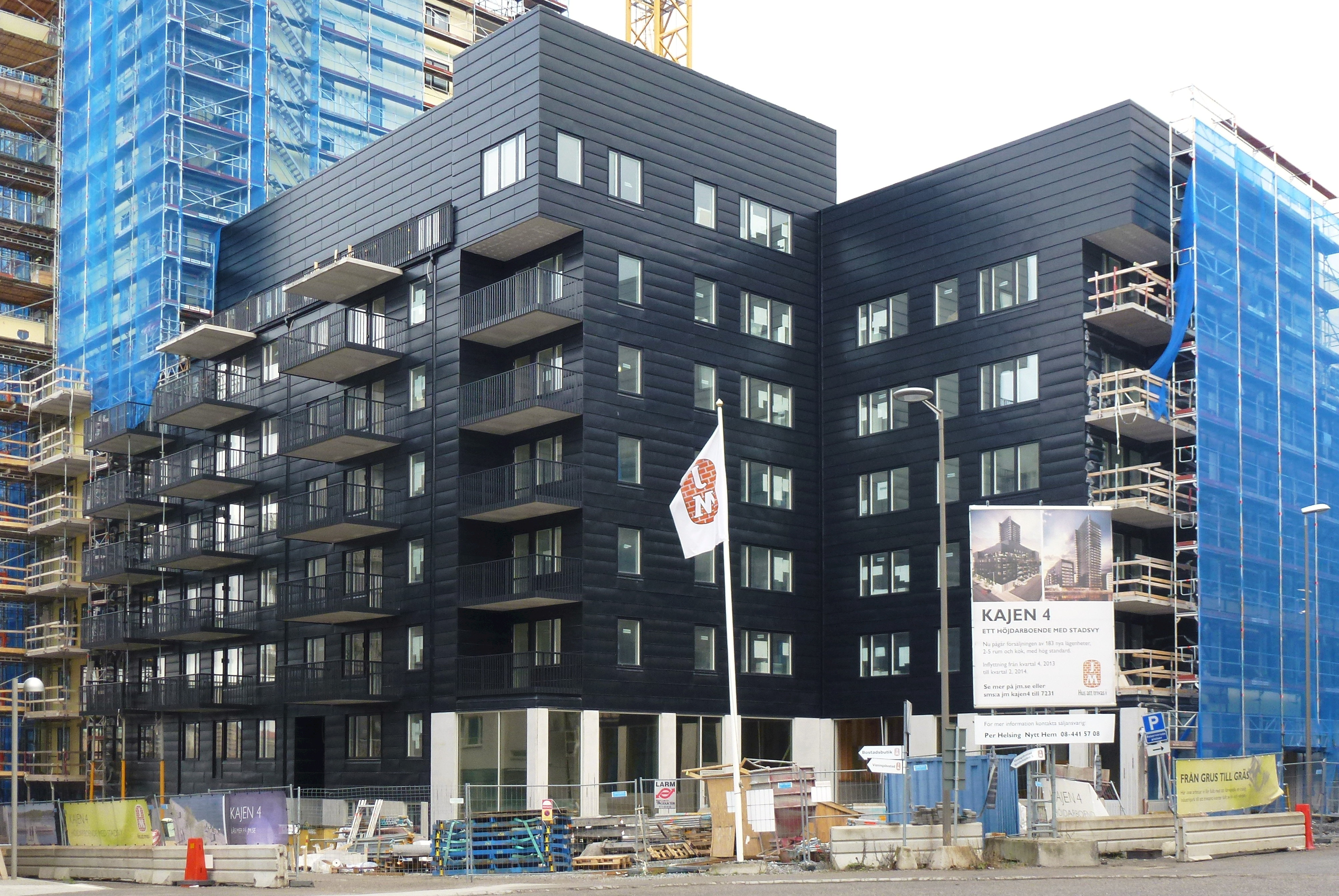
Lågdelen, november 2013
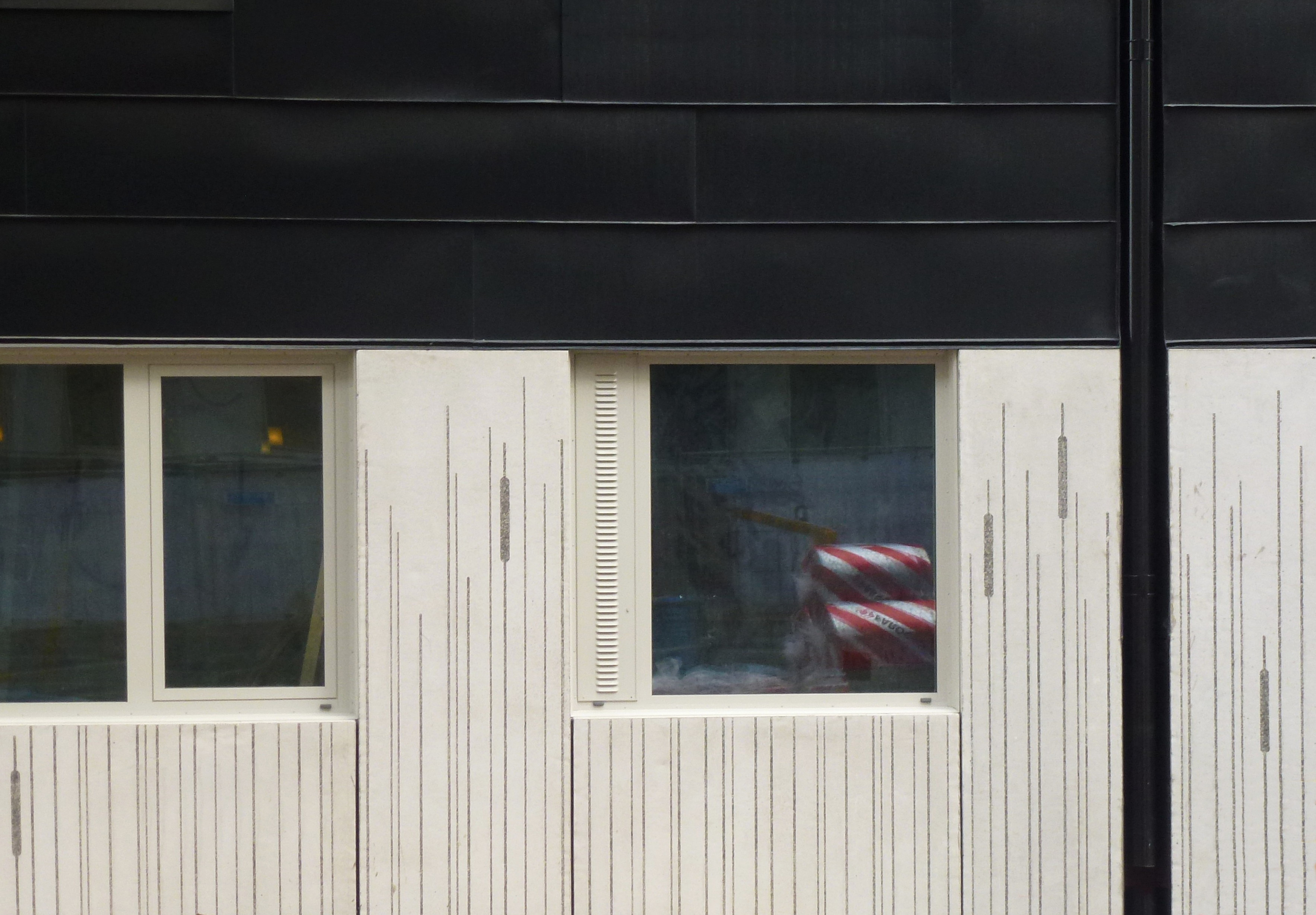
"Kaveldunsmönster" på sockeln

Färdiga byggnaden
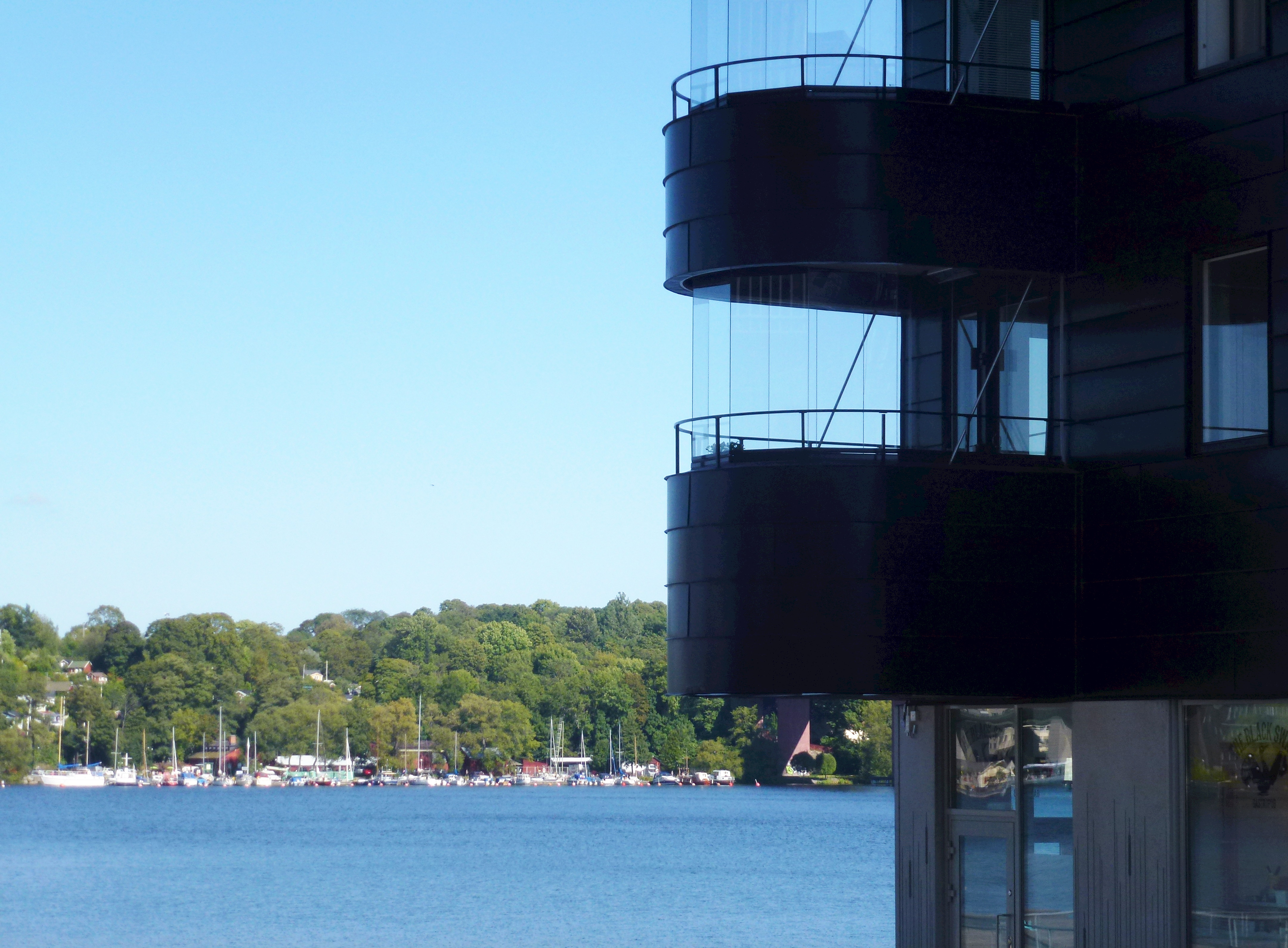
September 2014
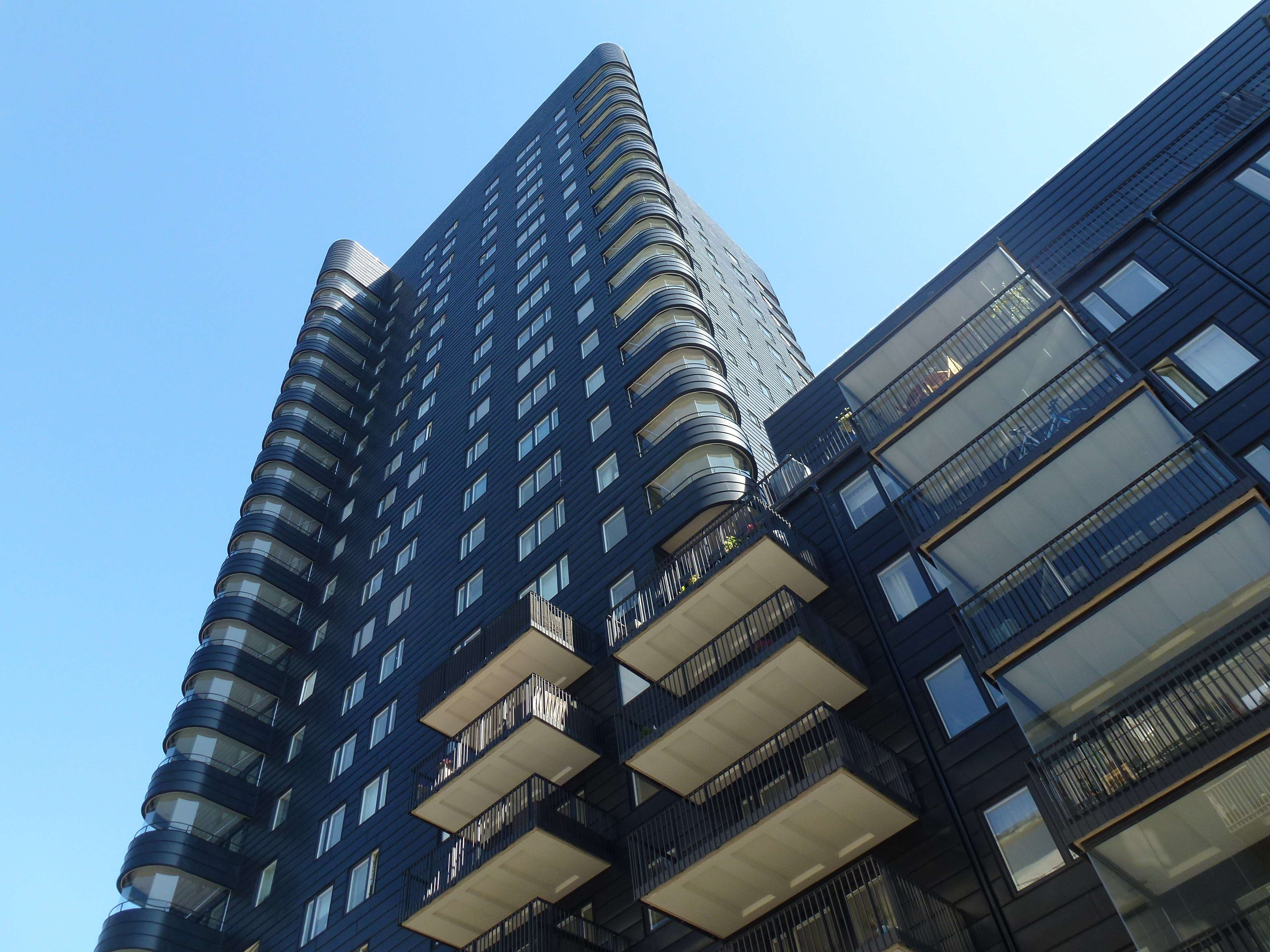
September 2014
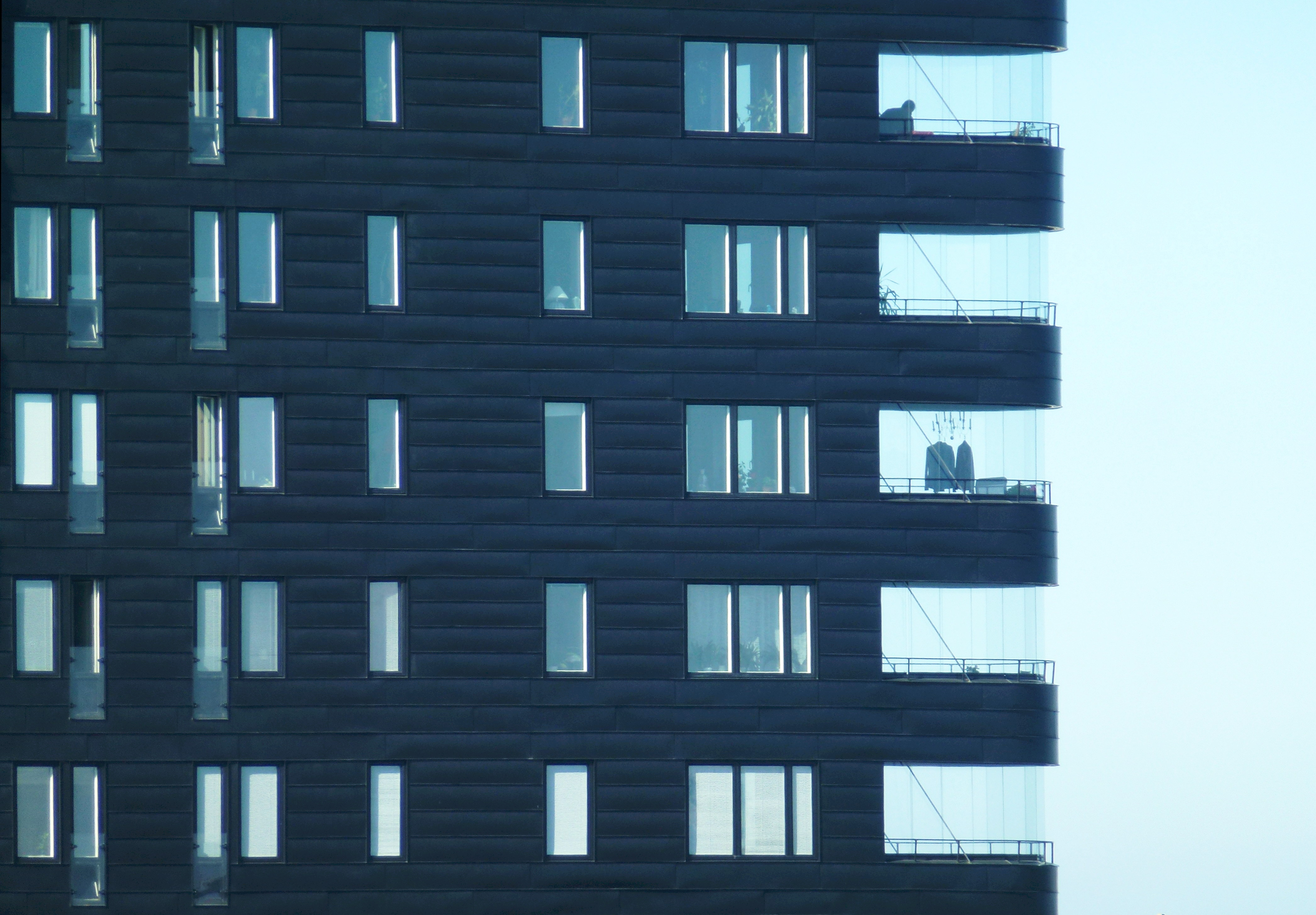
September 2014
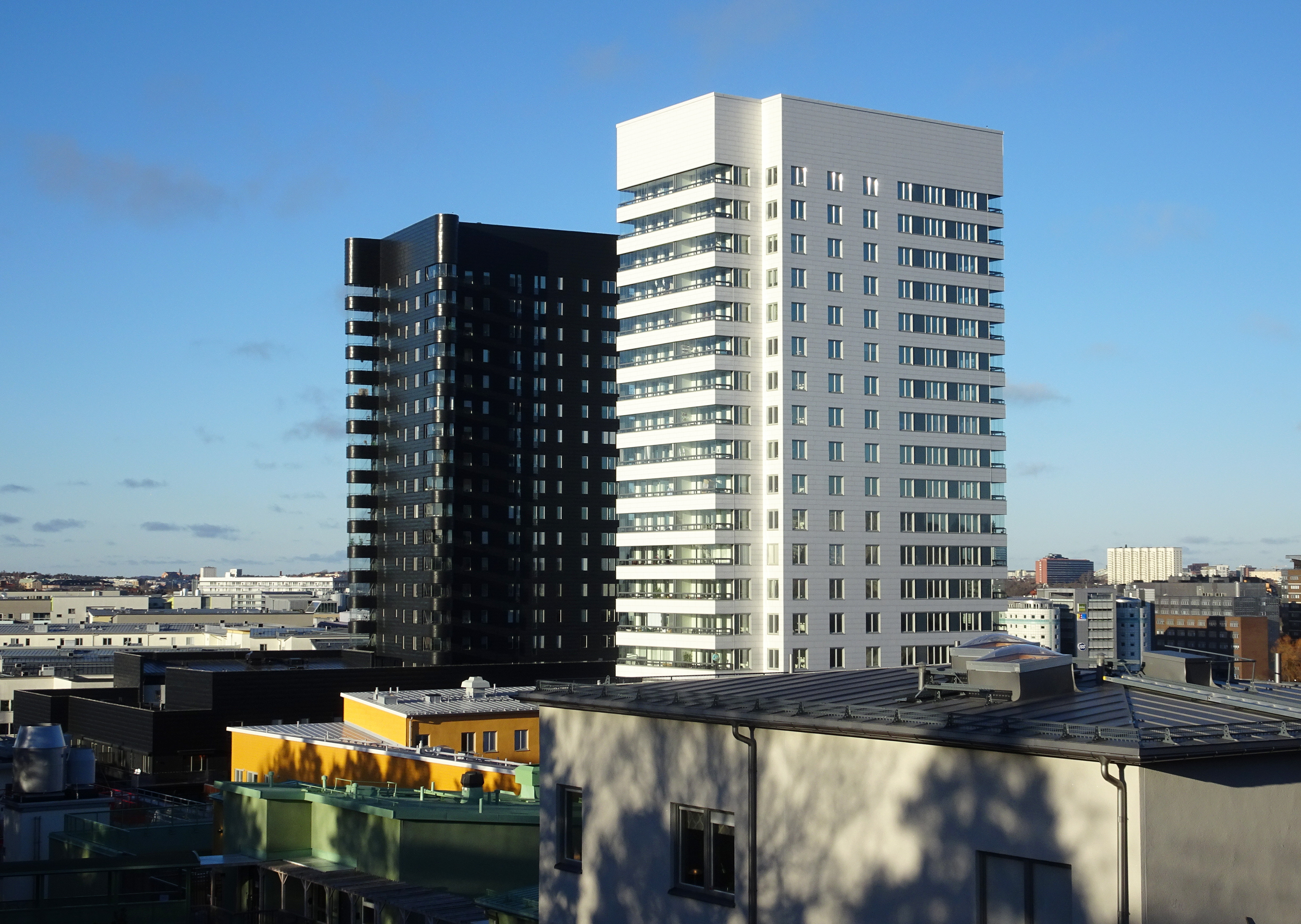
Kajen 4 och Kajen 5, 2018